# Parkline Place
Il Parkline Place è un grattacielo di Sydney in Australia.

## Storia
I lavori di costruzione dell'edificio, progettato dallo studio di architettura Foster + Partners, sono iniziati nel 2021 e verranno ultimati nel 2024. I lavori rientrano nell'ambito del progetto di costruzione della nuova stazione di Gadigal lungo la nuova linea della metropolitana di Sydney.

## Descrizione
L'edificio sorge nel CBD di Sydney e presenta un'altezza di 155 metri per 38 piani. Il grattacielo si compone di un podio in cui si trova l'accesso alla stazione della metroplitana, e dalla sovrastante torre. Questa è articolata in tre blocchi verticali con vetrate angolari curve. Una rientranza verticale nella facciata percorre senza soluzione di continuità tutta l'altezza della torre ed è centrata direttamente sull'ingresso della stazione.

## Galleria d'immagini

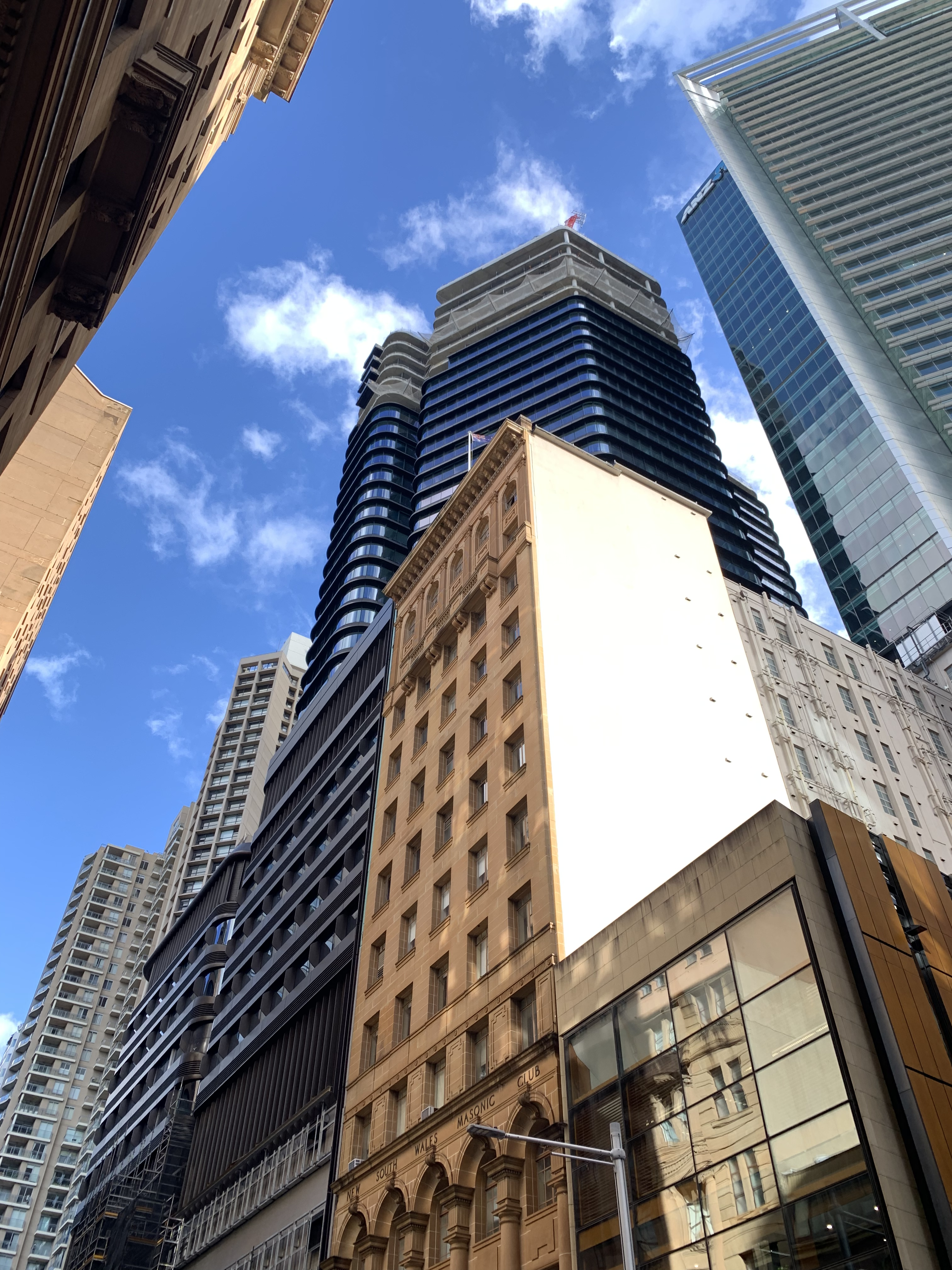
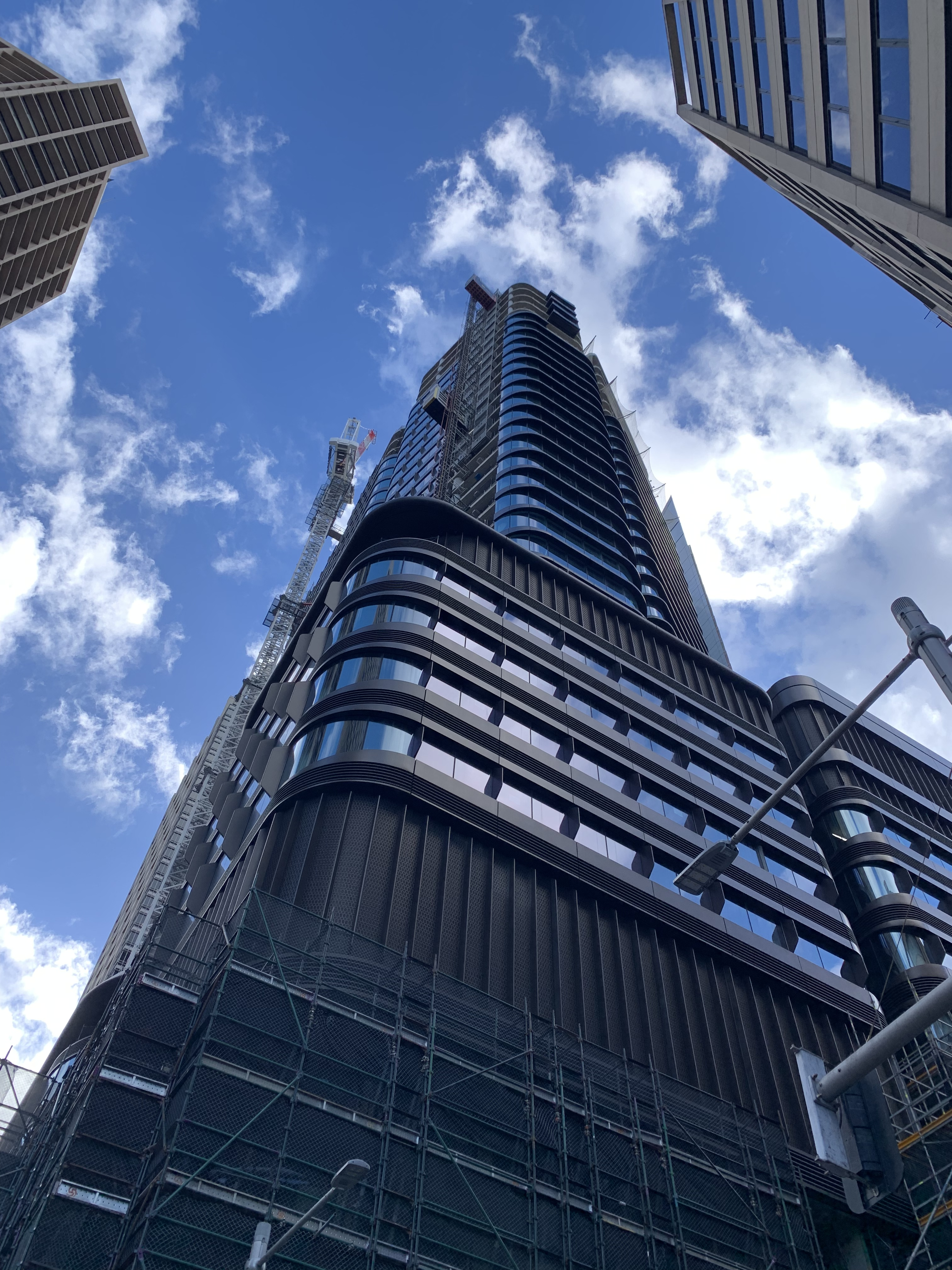
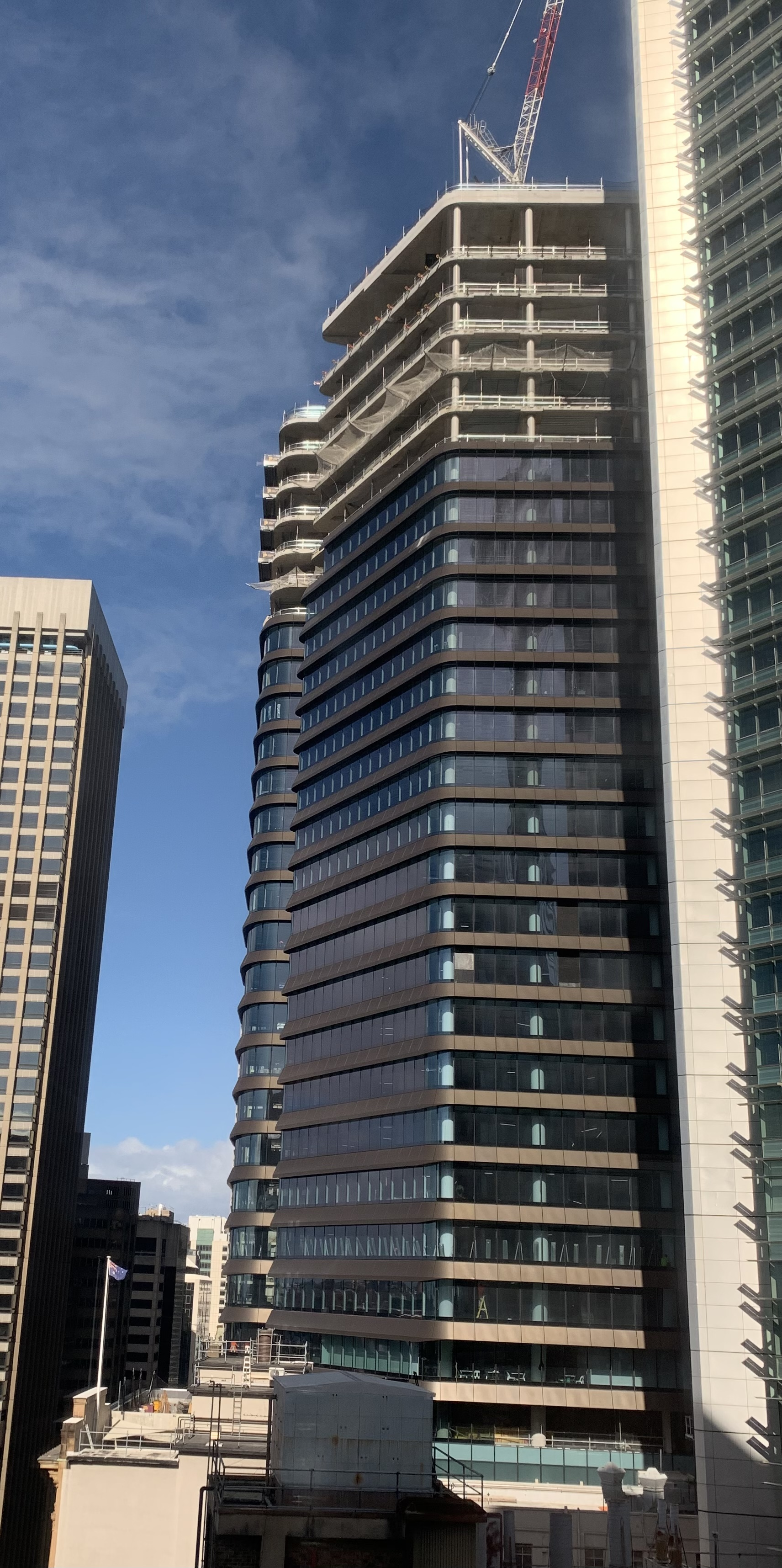